# Antoine du Grignaux
Antoine du Grignaux, mort  le 16 novembre  1537 au château de Loches, est un prélat français du XVIe siècle.

## Biographie
Antoine du Grignaux est abbé commendataire de Redon à partir de 1500. Après la mort de Jean de  Calloët, la reine Anne  de Bretagne écrit au chapitre de chanoines Tréguier, pour lui défendre de procéder à aucune élection avant qu'elle lui a fait savoir ses intentions. Le chapitre élit alors Jean de Grignaux, qui se démet, quelques jours après, en faveur de son frère Antoine, qui gouverne le diocèse de Tréguier pendant 32 ans. En 1506 il reçoit à Tréguier la reine Anne de Bretagne. L'année suivante le cloitre est modifié et le porche méridional de la cathédrale orné. Les stalles du chœur sont mises en place en 1512. En 1515 un synode tenu à Tréguier fixe la fête de saint Gonéry le 1er mardi d'avril. En 1518 il reçoit encore à Tréguier le roi François Ier l'époux de la reine-duchesse Claude de France.